# Damira
Darinko je žensko osebno ime.

## Izvor imena
Ime Damira je ženska različica moškega osebnega imena Damir.

## Pogostost imena
Po podatkih Statističnega urada Republike Slovenije je bilo na dan 31. decembra 2007 v Sloveniji število ženskih oseb z imenom Damira: 26.

## Osebni praznik
V koledarju je ime Damira zapisano skupaj z imenom Damir.